# 萨达瓦
萨达瓦（西班牙語：Sádaba），是西班牙阿拉贡自治区萨拉戈萨省的一个市镇。 总面积130平方公里，总人口1722人（2001年），人口密度13人/平方公里。

## 友好城市
- 法國 纳瓦朗克斯